# Sinàpne
Sinàpne (en (ucraïnès): Синапне, en rus: Синапное) és un poble de la República Autònoma de Crimea, a Ucraïna, que el 2014 tenia 293 habitants. Pertany al districte de Bakhtxissarai. Fins al 1945 la vila es deia Ulú-Salà, i fins al 1962 Zelene.

## Població
Segons les dades del 2001 la composició de la població de la vila de Sinàpnoie d'acord amb la llengua que empren és la següent:
| Llengua  | %     |
| -------- | ----- |
| Rus      | 73,34 |
| Tàtar    | 22,19 |
| Ucraïnès | 3,86  |